# Wei Zifu
Wei Zifu, född okänt år, död 91 f.Kr., var en kinesisk kejsarinna, gift med kejsar Han Wudi. Hon var kejsarinna i 38 år och därmed den kvinna som varit kejsarinna näst längst i Kinas historia. 
Hon ersatte kejsarinnan Chen Jiao som kejsarens personliga favorit, och var föremål för hennes trolldomsritualer 130. Hon utsågs till kejsarinna sedan hon år 128 fött kejsarens tronarvinge, kronprins Liu Ju. Hennes halvbror Wei Qing utsågs till överbefälhavare. Som kejsarinna beskrivs som hon diskret och ödmjuk, och kejsaren ska ha litat på henne, även om han snart skaffade sig nya favoriter bland konkubinerna. 